# Льюис-энд-Гаррис
Лью́ис-энд-Га́ррис, Лью́ис-энд-Ха́ррис, Лью́ис и Га́ррис (англ. Lewis and Harris, гэльск. Leòdhas agus na Hearadh) — третий по величине остров среди Британских островов после Великобритании и Ирландии. Входит в состав Внешних Гебридских островов на северо-западе Шотландии. Административно относится к области Уэстерн-Айлс.
На протяжении всей истории культурно был разделен на две части — больший равнинный Льюис на севере и меньший гористый Гаррис на юге (до 799 м, гора Клишем). Это разделение столь велико, что ни в английском, ни в гэльском языке (на котором разговаривает большинство населения) остров не имеет общего имени, кроме как «Льюис и Гаррис». Более того, почти всегда, даже на картах, части называются Isles, то есть «островами». Эта традиция привела к тому, что на русскоязычных картах меньший Гаррис часто не подписан.
Граница между частями проходит по линии, соединяющей восточный край залива Лох-Ресорт и залив Лох-Сифорт. На востоке Льюиса расположен город Сторновей, столица и крупнейший населенный пункт Уэстерн-Айлс. Центром Гарриса является Тарберт.